# Нахтигал, Райко
Ра́йко На́хтигал (словен. Rajko Nahtigal) (14 апреля 1877 — 29 марта 1958) — словенский филолог, славист, лингвист, исследователь старославянского языка и письменности, сравнительной грамматики славянских языков, истории словенского языка, древнерусской литературы и русского языка. Известен публикациями памятников славянской письменности (Синайский требник, 1941—1942 и Слово о полку Игореве, 1954). Его «Славянские языки» (1938, 1952, пер. на рус. 1963) до сих пор остаются одним из авторитетных источников по славянской филологии.

## Биография
Родился в небольшом словенском городке Ново Место, здесь окончил школу и первые два класса гимназии. Затем учился в Любляне, куда семья переехала в 1889 году после смерти отца. В гимназии заинтересовался сравнительно-историческим языкознанием, читал труды Бругманна, Лескина и др. В 1895—1900 гг. учился на философском факультете Венского университета, где слушал лекции известных славистов своего времени — Игнатия Ягича, Вацлава Вондрака и др. В университете изучал славянские языки, в особенности русский, и в 1901 году написал диссертацию, посвящённую памятнику «Беседа трёх святителей». В 1900 году по ходатайству Ягича был командирован в Россию (Москва, Петроград), где пробыл два года. Здесь Нахтигал много занимался в книгохранилищах, слушал лекции русских славистов, познакомился с Ф. Ф. Фортунатовым, Е. Ф. Коршем, Р. Ф. Брандтом и др. учеными. Участвовал в деятельности Славянской комиссии Императорского Московского археологического общества и в создании Московской диалектологической комиссии.
Осенью 1902 года Р. Нахтигал вернулся в Венуи занялся преподаванием русского языка в Институте восточных языков и в Экспортной академии. В 1913 году он был избран экстраординарным профессором славянской (словенской) филологии университета в Граце, где заменил в этой должности проф. К. Штрекеля. В период работы в университете в Граце Нахтигал особенно активно занимался исследованием словенского языка и его истории, опубликовал работы о языке «Фрейзингенских отрывков» (словен. Brižinski spomeniki).
Весной 1917 года по просьбе группы албанских литераторов в Скадаре (Шкодере) совершил поездку в Албанию для оказания помощи в создании литературного албанского языка.
В 1917 году был избран профессором университета в Граце. С 1918 года вместе с Франом Рамовшем, секретарем Комиссии по созданию словенского университета, начал деятельность по его организации в Любляне. Сюда Нахтигал и переехал в 1919 году. Летом того же года он был избран ординарным профессором славянской филологии Люблянского университета. Р. Нахтигал стал первым деканом философского факультета Люблянского университета, а в 1927—1928 гг. — его ректором. Много сил Нахтигал отдал организации отделения славянской филологии, которым руководил все время до ухода на пенсию в 1953. В Люблянском университете читал лекции по старославянскому языку, русскому языку, введению в славянское языкознание и др..
После образования Словенской академии наук и искусств был её членом и первым президентом (1939—1942). В 1921 году инициировал создание Научного общества гуманитарных наук в Любляне, председателем которого был долгие годы. Он же инициировал научные филологические издания Časopis za slovenski jezik, književnost in zgodovino, Slavistična revija, Južnoslovenski filolog, а также общегуманитарное периодическое издание Razprave znanstvenega društva za humanistične vede.
Нахтигал был членом-корреспондентом Сербской королевской академии наук, Югославской академии наук и искусств в Загребе и Славянского института (Slovanský ústav), основанном 25 января 1922 года в Праге.
Умер Р. Нахтигал в Любляне 29 марта 1958 года.
В 1977 в Любляне прошла международная конференция, посвящённая столетнему юбилею Райко Нахтигала, по материалам которой в Любляне вышел сборник научных статей Slovansko jezikoslovje: Nahtigalov zbornik (ред. Фр. Якопин).

## Вклад в науку
Нахтигал интересовался прежде всего старославянской проблематикой, древнерусским и современным русским языком, славянским сравнительно-историческим языкознанием и историей славянской филологии.
Ещё во время учёбы в Венском университете под руководством акад. Ягича Нахтигал занялся вопросами фонетики и акцентологии словенского языка, под его руководством знакомился с памятниками древней славянской письменности, изучал палеографию. Будучи студентом 3 курса, опубликовал рецензию на труд Гетца «Geschichte der Slavenapostel Konstantinus Kyrillus) und Methodius» в посвящённом славянской филологии научном журнале «Archiv für slavische Philologie» (ХХ, 1989). Под влиянием Ягича написал свою докторскую диссертацию «Ein Beitrag zu den Forschungen über die sogennante „Беседа трёх святителей“ (Gespräch dreier Heiligen)», опубликованную в журнале «Archiv fur slavische Philologie» (1901/2), её выводы он дополнил во время своей научной командировки в России. В «Трудах московского археологического общества» (1902, отдельный оттиск) опубликовал исследования, посвящённые старославянскому языку старозаветных книг Библии, а также исследование «Несколько заметок о следах древнего славянского паримейника в хорватской глаголической литературе» («Труды Славянской комиссии Московского археологического общества», 1902).

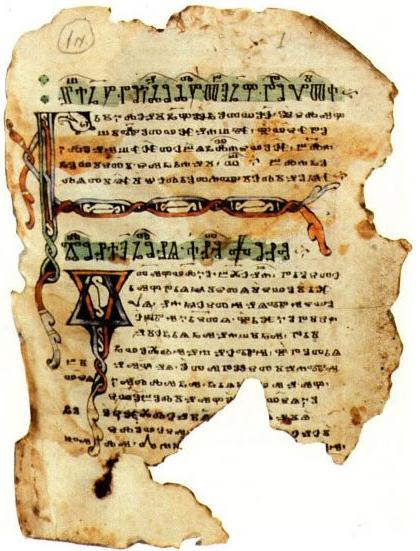
Синайский евхологий

Большой интерес Нахтигала к памятникам письменности отразился в цикле его работ, посвящённых Синайскому требнику (Синайскому евхологию), начиная с 1925 года. Полный его текст Нахтигал опубликовал в 1941—1942 гг. в Любляне под названием: «Euchologium Sinaiticum» . I. Fotografski posnetek. II. Tekst s komentarjem in prilogo"
.
Это издание, по мнению акад. С. Б. Бернштейна, «во многих отношениях может считаться образцовым»
Будучи словенцем, Р. Нахтигал не мог обойти вниманием древнейший памятник славянской письменности, записанный латиницей — «Фрейзингенские отрывки», которым посвятил исследования 1915 и 1918 годов.
В свои работах он затрагивал также вопросы формирования славянской письменности (см., в частности, «Doneski k vprašanju о postanku glagolice» //lzdaja znanstveno društvo za humanističke vede v Ljubijani, 1923, 1).
Большое место в творческом наследии  учёного занимает русский язык. В 1922 году вышла его книга «Akzentbewegung in der russischen Formen- und Wortbildung», написанная ещё до первой мировой войной и имевшей большое значение для изучения вопросов славянской акцентологии, поскольку содержала большой материал по русскому передвижению ударения. Во время преподавания в Вене Нахтигал написал несколько учебных книг по русскому языку. В 1917—1919 гг. издал несколько научно-популярных статей, среди них, напр., о влиянии русской революции на русский язык («Vpliv ruske revolucije na ruski jezik», «Jutranje novosti», 1923, N 233, 239). В 1946 году Райко Нахтигал опубликовал книгу «Русский язык в популярном изложении», где факты современного языка рассматриваются на широком историческом фоне и устанавливаются старославянские элементы в литературном языке. Интерес Нахтигала к русскому языку и литературе проявлился также в вызвавшей широкий международный резонанс публикации Слова о полку Игореве, подготовленном в 1954 году в четырёх версиях: 1) текст первого издания 1800, 2) реконструкция текста применительно ко вт. пол XII века, 3) латинская транскрипция текста с ударениями, 4) словенский перевод памятника.
Интерес Р. Нахтигала к албанскому языку выразился в создании важных для истории этого языка работ: «Die Bildung der Possessivpronomina im Albanischen und ihre bisherige falsche Auffassung» (Posta e Shqypniës, Shkoder 28 Priil 1917, 3-4); «Die Frage einer einheitlichen albanischen Schriftsprache» (Graz 1917); «O elbasanskem pismu in pismenstvu na njem» (Arhiv za arban. starinu, jezik in etnologiju I, 1923) и др.
Одна из самых известных книг Р. Нахтигала — учебник «Славянские языки» , появившийся в результате его преподавательской деятельности и вышедший в Любляне в 1938 году (второе издание — 1952). Эта книга была переведена на немецкий язык в 1961 году (Die slavischen Sprachen: Abriss der vergleichenden Grammatik, Wiesbaden. Перевод Йозефа Шютца).
На русский язык книга в переводе Н. М. Елкиной и под редакцией акад. С. Б. Бернштейна вышла в 1963 году.

## Работы
- Freisingensia I—IV. ČZN 12 (1915). — 1-12 sl.
- Die Frage einer einheitlichen albanischen Schriftsprache. G 1917.
- Akzentbewegung in der russischen Formen- und Wortbildung I. Substantiva auf Konsonanten. — Heidelberg, 1922.
- Doneski k vprašanju o postanku glagolice. — Razprave Znanstvenega društva za humanistične vede 1, 1923. — S. 135—178.
- Starocerkvenoslovanske študije. — Ljubljana, 1936.
- Euchologium sinaiticum I—II. Ljubljana, 1941, 1942.
- Rekonstrukcija treh starocerkvenoslovanskih izvirnih pesnitev. — Razprave SAZU, filozofsko-filološko-historični razred 1. 1943. — S. 41-156.
- Jerneja Kopitarja spisov II. del, I—II. — Ljubljana, 1944, 1945.
- Ruski jezik v poljudnoznanstveni luči. — Ljubljana, 1946.
- Trenja v ruski lingvistiki. — Slavistična revija, 4 (1951). — S. 254—261.
- Blodnje o staroruskem pismenstvu. — Slavistična revija, 5/7 (1954). — S. 86-98.
- Die slavischen Sprachen. — Wiesbaden. — 1961.
- Славянские языки. — Москва: Издательство Иностранная литература. — 1963.